# Miénteme
Miénteme è un singolo delle cantanti argentine Tini e María Becerra, pubblicato il 29 aprile 2021 come primo estratto dal quarto album in studio di Tini Cupido.
È stato premiato ai Premios Gardel in due categorie, tra cui quella alla canzone dell'anno.

## Promozione
Tini ha eseguito il brano per la prima volta in televisione al programma Los mammones il 5 maggio 2021.

## Video musicale
Il video musicale, diretto da Diego Peskins, è stato reso disponibile il 30 aprile 2021.

## Tracce
Testi e musiche di Martina Stoessel, María Becerra, Andrés Torres, Elena Rose, Enzo Ezequiel Sauthier e Mauricio Rengifo.
1. Miénteme – 2:45

## Formazione
- Tini – voce
- María Becerra – voce
- Andrés Torres – chitarra, programmazione, produzione, registrazione
- Mauricio Rengifo – programmazione, produzione
- Tom Norris – mastering, missaggio
- Ismael Real – registrazione
- Mauricio Rengifo – registrazione

## Classifiche

### Classifiche settimanali
| Classifica (2021-22) | Posizione massima |
| -------------------- | ----------------- |
| Argentina            | 1                 |
| Bolivia              | 9                 |
| Costa Rica           | 8                 |
| El Salvador          | 2                 |
| Panama               | 25                |
| Paraguay             | 24                |
| Perù                 | 5                 |
| Spagna               | 3                 |

### Classifiche di fine anno
| Classifica (2021) | Posizione |
| ----------------- | --------- |
| Spagna            | 16        |
| Uruguay           | 1         |
| Classifica (2022) | Posizione |
| Paraguay          | 66        |
| Spagna            | 70        |